# Джек Лондон
Джек Ло́ндон (англ. Jack London, справжнє ім'я — Джон Ґріффіт Че́йні, англ. John Griffith Chaney; 12 січня 1876, Сан-Франциско — 22 листопада 1916, Глен-Еллен, Каліфорнія) — американський письменник, громадський діяч, соціаліст. Широко відомий у багатьох країнах світу як автор пригодницьких оповідань і романів. Найвідоміші твори — «Біле Ікло», «Поклик предків» та «Любов до життя», в яких розгортаються події у часи Клондайкської золотої лихоманки. Лондон також був новатором у жанрі, який пізніше розвинувся та став відомим як наукова фантастика.
Лондон належав до радикального літературного гуртка «The Crowd» у Сан-Франциско. Пропагував ідеї соціалізму, прав трудящих та розвинення профспілок. Присвятив цим темам кілька своїх робіт: роман-антиутопію «Залізна п'ята», повість «До Адама», нехудожню публікацію «Люди безодні».

## Біографія
Коли йому було біля 8 місяців, його мати одружилася з фермером Джоном Лондоном, який усиновив маленького Джека Ґріффіта і дав йому своє прізвище.

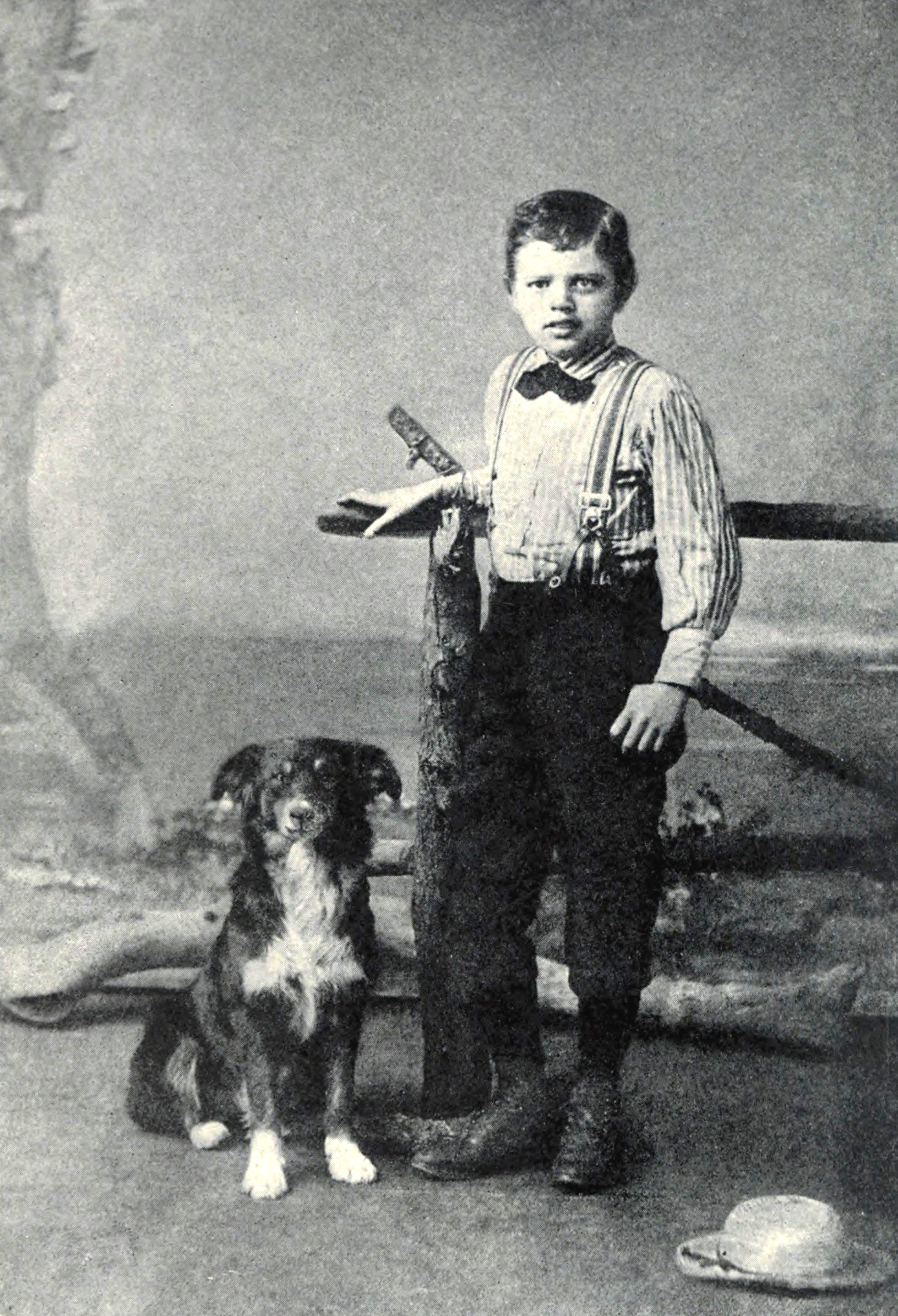
9-річний Джек Лондон і його собака Ролло, 1885

Джек Лондон рано почав працювати: ще школярем продавав ранішні та вечірні газети. Після закінчення початкової школи, у 14 років, влаштувався на консервну фабрику робітником. Робота була дуже важкою, і він пішов з фабрики. Був «піратом на устриць»: ловив устриці в бухті Сан-Франциско, що було заборонено. У цей час вживав надмірну як для свого віку кількість алкоголю. Його товариші на службі вважали, що якщо він не змінить спосіб життя, то помре через рік-два.
У 1893 році найнявся матросом на промислову шхуну, яка вирушала ловити котиків до берегів Японії і в Беринговому морі. Перше плавання дало Лондону багато яскравих вражень, які лягли потім в основу багатьох його морських розповідей і романів.
Перший нарис Лондона «Тайфун біля берегів Японії», за який він здобув премію однієї з газет Сан-Франциско, став початком його літературної кар'єри.

У 1897 році Лондон разом з 62-річним чоловіком своєї сестри подалися на Клондайк шукати золота. Їхній маршрут пролягав через Юно, Скаґуей і Даї, і далі — через Чілкутський перевал до озера Лінденберґ і по Юкону — до Доусон-Сіті[джерело?]. Чоловік сестри незабаром повернувся додому, а Джек продовжував подорож із новими компаньйонами. До Доусона вони не допливли, а зупинилися за 100 км у покинутому зрубі. Там Джек прожив до наступного літа.

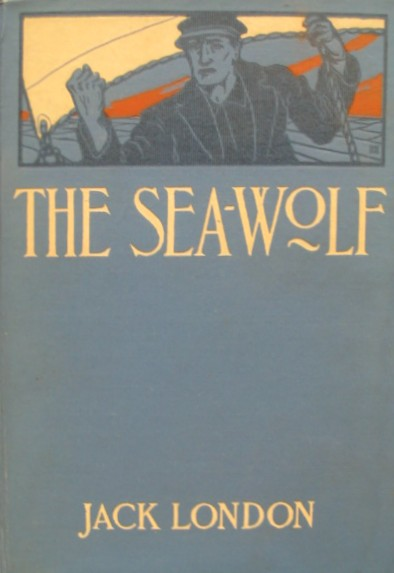
«Морський вовк». 1904. Перше видання

Золота на зареєстрованій ними ділянці не виявилося, проте Джек мав змогу наслухатися численних історій і приповідок про життя золотошукачів. Навесні цинга сильно підірвала його здоров'я, лікуватися було нічим, і він вирішив повернутися додому. Щоб не повторювати знову маршрут, він із компаньйонами спорудив човен і спустився Юконом до Берингового моря (майже 2500 км). Пережите за цей рік стало основою його оповідань, які принесли йому успіх і славу.
Потім були збірки розповідей: «Син Вовка» (Бостон, 1900), «Бог його батьків» (Чикаго, 1901), «Діти морозу» (Нью-Йорк, 1902), «Віра в людину» (Нью-Йорк, 1904), «Місячне лице» (Нью-Йорк, 1906), «Втрачене лице» (Нью-Йорк, 1910), а також романи «Дочка снігів» (1902) і «Морський вовк» (1904), які створили письменникові щонайширшу популярність. Варто зауважити, що перші збірки оповідань виявили найвищий рівень літературної майстерності Джека Лондона. Решта творів, які були написані після здобуття широкого визнання, позначені трафаретністю, псевдохудожністю та не мали серед читачів великого успіху[джерело?].
В 1907—1909 роках здійснив плавання на яхті «Снарк», в кінці якого написав роман «Мартін Іден». Історія подорожі викладена в автобіографічному нарисі «Подорож на яхті „Снарк“» (1911 рік).
З липня по вересень 1911 року Джек Лондон також здійснив кінні подорожі Каліфорнією та сусідніми штатами, які описав в оповіді «Четвіркою коней на північ від затоки».

## Смерть

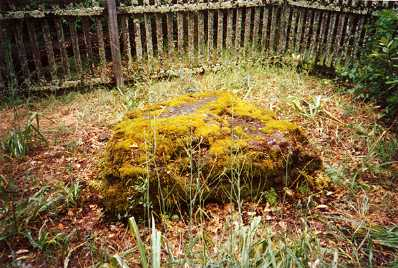
Могила Джека та Чарміан Лондонів

Джек Лондон помер 22 листопада 1916 року у своєму спальному ґанку (популярне колись у США приміщення ґанку, яке перероблялося під спальню), який знаходився в котеджі на його особистому ранчо. Хоча Лондон був досить міцним та витривалим чоловіком, проте мав декілька серйозних хвороб, зокрема підхоплену в Клондайку цингу. Також, під час його подорожі на кораблі «Снарк», він та Чарміан заразилися невизначеними тропічними інфекціями та хворобами, зокрема фрамбезією. В останні місяці свого життя він також хворів на дизентерію, запущений алкоголізм й уремію. У нього були сильні болі, які він знижував за допомогою морфіну.
Прах Лондона було закопано на його майновій ділянці неподалік від «Вовчого будинку». Похорон відбувся 26 листопада 1916 року, в якому взяли участь тільки його найближчі друзі, родичі та працівники ранчо. Відповідно до побажань Лондона, його тіло було кремовано. Після смерті Чарміан у 1955 році, вона також була кремована і похована разом із чоловіком в одному місці, яке заздалегідь вибрав Лондон. Могила позначена кругляко́м покритим мохом. Будівлі та ділянка ранчо були пізніше перетворені на «Jack London State Historic Park», який знаходиться в місцевості Глен-Еллен, штат Каліфорнія.

### Дебати щодо самогубства
Через використання морфіну перед смертю, деякі старіші джерела описують смерть Лондона як самогубство, деякі пишуть про це і зараз. Чутки про це ходили одразу після його смерті. Люди базували свої припущення також на подібних інцидентах з його власних художніх книг. Проте в офіційному свідоцтві про смерть причиною смерті Джека Лондона вказано уремію, яка супроводжувалась гострими нирковими кольками.

Біограф Сташ писав:
Після смерті Лондона, яка була спричинена багатьма причинами, розвинувся біографічний міф, який зображав Лондона як алкоголіка-бабника, який вчинив самогубство. Проте останні дослідження, які спираються на перші посмертні документи, кидають виклик цій карикатурі.
Більшість біографів, в тому числі й Рус Кігмен, зараз погоджуються на тому, що Лондон помер від уремії, яка посилилась від ненавмисно прийнятої великої дози морфіну.
У художніх творах Лондона є декілька самогубств або згадки про них. У своєму автобіографічному романі «Джон Барлікорн» він пише, що було б добре вистрибнути п'яним за борт корабля в затоці Сан-Франциско, «деякі безладні уявні думки про відхід разом із відпливом несподівано огорнули мене». Також ця тема існує в книгах «Маленька господиня великого будинку» та «Мартін Іден».

## Екранізації творів
Багато творів Джека Лондона лягли в основу фільмів. На сьогодні відомо понад 50 фільмів за його творами, зокрема:
- «Час-не-чекає» (1975, 2 с, телефільм за однойменним романом («Burning Daylight»), реж. В. Четвериков).
- «Морський вовк» (1990, 4 с, фільм за однойменним романом (Морський вовк (The Sea-Wolf)), реж. І. Апасян).
- «Поклик предків» (The Call of the Wild: Dog of the Yukon, 1997), реж. Пітер Сватек.

## Творчість

### Романи і повісті
| Назва українською                    | Назва англійською                | Рік видання | Примітки                                       |
| ------------------------------------ | -------------------------------- | ----------- | ---------------------------------------------- |
| Подорож на «Сліпучому»               | The Cruise of the Dazzler        | 1902        |                                                |
| Дочка снігів                         | A Daughter of the Snows          | 1902        |                                                |
| Поклик предків                       | The Call of the Wild             | 1903        |                                                |
| Листи Кемптона — Весу                | The Kempton-Wace Letters         | 1903        | Співавтор Анна Струнська                       |
| Морський вовк                        | The Sea-Wolf                     | 1904        |                                                |
| Гра                                  | The Game                         | 1905        |                                                |
| Біле Ікло                            | White Fang                       | 1906        |                                                |
| До Адама                             | Before Adam                      | 1907        |                                                |
| Залізна п'ята                        | The Iron Heel                    | 1908        |                                                |
| Мартін Іден                          | Martin Eden                      | 1909        |                                                |
| Буйний День                          | Burning Daylight                 | 1910        |                                                |
| Пригода                              | Adventure                        | 1911        |                                                |
| Подорож на яхті «Снарк»              | The Cruise of the Snark          | 1911        | Автобіографічна повість                        |
| Шарлатова чума                       | The Scarlet Plague               | 1912        |                                                |
| Син Сонця                            | A Son of the Sun                 | 1912        |                                                |
| Лютий звір                           | The Abysmal Brute                | 1913        |                                                |
| Місячна долина                       | The Valley of the Moon           | 1913        |                                                |
| Джон Ячмінне Зерно                   | John Barleycorn                  | 1913        | Автобіографічна повість                        |
| Бунт на «Ельсінорі»                  | The Mutiny of the Elsinore       | 1914        |                                                |
| Міжзоряний мандрівник                | The Star Rover                   | 1915        |                                                |
| Маленька господарка великого будинку | The Little Lady of the Big House | 1916        |                                                |
| Джеррі-острів'янин                   | Jerry of the Islands             | 1917        |                                                |
| Майкл, брат Джеррі                   | Michael, Brother of Jerry        | 1917        |                                                |
| Серця трьох                          | Hearts of Three                  | 1920        |                                                |
| Бюро вбивств                         | The Assassination Bureau, Ltd    | 1963        | Незавершений твір (його дописав Роберт Л. Фіш) |

### Збірки оповідань
| Назва українською              | Назва англійською                          | Рік видання | Примітки                        |
| ------------------------------ | ------------------------------------------ | ----------- | ------------------------------- |
| Син Вовка                      | Son of the Wolf                            | 1900        |                                 |
| Бог його батьків               | The God of His Fathers & Other Stories     | 1901        |                                 |
| Діти морозу                    | Children of the Frost                      | 1902        |                                 |
| Віра в людину                  | The Faith of Men and Other Stories         | 1904        |                                 |
| Розповіді рибальського патруля | Tales of the Fish Patrol                   | 1906        |                                 |
| Місячне обличчя                | Moon-Face and Other Stories                | 1906        |                                 |
| Любов до життя                 | Love of Life and Other Stories             | 1907        |                                 |
| Дорога                         | The Road                                   | 1907        | Збірка автобіографічних нарисів |
| Втрачене обличчя               | Lost Face                                  | 1910        |                                 |
| Революція                      | Revolution and other essays                | 1907        | Збірка публіцистичних нарисів   |
| Розповіді південних морів      | South Sea Tales                            | 1911        |                                 |
| Коли боги посміхаються         | When God Laughs and Other Stories          | 1911        |                                 |
| Храм гордині                   | The House of Pride & Other Tales of Hawaii | 1912        |                                 |
| Смок Беллью                    | Smoke Bellew                               | 1912        |                                 |
| Народжена вночі                | The Night Born                             | 1913        |                                 |
| Сила сильних                   | The Strength of the Strong                 | 1914        |                                 |
| Черепахи Тасмана               | The Turtles of Tasman                      | 1916        |                                 |
| Червоний бог                   | The Red One                                | 1918        |                                 |
| На циновці Макалоа             | On the Makaloa Mat                         | 1919        |                                 |
| Голландська мужність           | Dutch Courage and Other Stories            | 1922        |                                 |

Окрім того, Джек Лондон писав публіцистичні твори і декілька оповідань, котрі не ввійшли у вищезазначені збірки.

## Переклади українською
Твори американських письменників складають одну з найоб'ємніших сторінок в історії українського художнього перекладу 1920—1930-х рр., а особливо Джек Лондон. За кількістю опублікованих україномовних перекладів у 1920—1930-х роках його можна назвати найулюбленішим зарубіжним письменником тогочасного українського читача. Появі повної збірки творів (планувалося 30 томів, незавершене) передували окремі видання оповідань Лондона у перекладі Софії Куликівни, Сергія Вільхового (Титаренка), Андрія Ніковського, Ніни Дубровської, Катерини Джунківської та І. Попова.
Протягом 1927—1930 років київське видавництво «Сяйво» випускало повну збірку творів Джека Лондона, за редакцією Освальда Бургардта (24 томи; 1932 року, коли Освальд Бургардт репатріювався до Німеччини, вийшов останній, 27-й том). До перекладів долучилися Дмитро і Марія Лисиченки, Катерина Джунківська, Іван та Максим Рильські, Катерина Корякіна та Вероніка Гладка, Вероніка Черняхівська, Лідія Всеволжська та Пантелеймон Ковальов, Марія Візьмітина, Федір Яцина, Володимир Троцина, Костянтин Шмиговський, Ольга Косач-Кривинюк, Ганна Касьяненко, Ніна Дубровська та Галина Яр, Ада Магніс і Сергій Зеленецький, Іван Волинець та інші. Паралельно з томами повної збірки друкувались окремі видання творів письменника, зокрема, роман «Серця трьох» вийшов у перекладі Миколи Іванова. Деякі з цих видань згодом перевидавали. Так, роман «Білий зуб» у перекладі Вероніки Гладкої та Катерини Корякіної був перевиданий 1939 і 1957 роках, роман «Мартін Іден» у перекладі Марії Рябової перевидавався вже 1954 року.
Роман «Місячна долина» у 1927 році переклала талановита українська поетеса та перекладач Вероніка Черняхівська. Завдяки блискучому перекладу роман був перевиданий у 1971 році в дванадцятитомнику Джека Лондона. Окрім роману, В. Черняхівська переклала ще його оповідання для дітей. «Вовк Рудько» і «Таємниця малого Кіша» вийшли окремим виданням.

### 1913—1932 та передруки
- Джек Лондон. Залізна п’ята: Роман / Пер. Ост[ап] Нитка [Є. І. Касяненко]. – К.: Криниця, 1918. – 336 с. – (Світова Бібліотека, ч.1).[11]
  - Джек Лондон. «Залізна п'ята». Роман / Пер. Остап Нитка [Є. І. Касяненко]. – 2-ге, переглянуте Іваном Бабієм ілюстроване видання. – Харків — Берлін — Нью-йорк — Вінніпеґ: Україно-американське видавниче товариство «Космос», 1923. – 308 с. – (Космос, №13). (завантажити з Діаспоріани [Архівовано 23 лютого 2016 у Wayback Machine.]).[11]
- Джек Лондон. Оповідання Південного моря / Пер. Софії Куликівни; Худ. П. Ковжун. – Львів: Українська спілка, 1924. – 146 с.[11]
- Джек Лондон. Збірка оповідань «Золотий яр». Переклад з англійської: Андрій Ніковський. Худ. Г. Золотів. — Київ: Слово. 1925. — 128 с. 5 000 прим.
- Джек Лондон. Смок Беллю. Смок і Шорті. — Перекладач з англійської: Марія Лисиченко. (Твори. Повна збірка. Том 2.) – [К.]: Сяйво, 1927.[12]
  - Джек Лондон. Смок Беллю. / Пер. Марії Лисиченко. – К.: Сяйво, 1927. – 160 с. – (Бібліотека закордонної літератури). 2 000 прим.[11]
  - Джек Лондон. Смок та Шорті. / Пер. Марії Лисиченко. – К.: Сяйво, 1927. – 184 с. – (Бібліотека закордонної літератури). 2 000 прим.[11]
  - Джек Лондон. «Смок Беллю». Переклад з англійської: ? [Марія Лисиченко]. — Німеччина: Дніпро, 1948. — 116 стор. (серія «Бібліотека зарубіжної літератури») (завантажити з Діаспоріани [Архівовано 23 лютого 2016 у Wayback Machine.]). / s:Смок Беллю; File:Джек Лондон. Смок Беллю (1948).djvu
  - Джек Лондон. Смок Беллю. Смок і Шорті. — Перекладач з англійської: Марія Лисиченко (уривок). — Серія: Зарубіжні авторські зібрання. — Фоліо, Харків, 2020. — 256 с. — ISBN: 978-966-03-9083-6
- Джек Лондон. Жахливі Соломонові острова. Пер. з англ. мови І. Попов. – [К.]: Книгоспілка, 1927. – 202 с. – т. 4.000, 80 к. / Державин В. [Рец.] // Червоний шлях. – 1928. – № 1. – С. 171.[13][14][15][16]
- Джек Лондон. Син сонця / Пер. К. Джунківської; Південно-морські оповідання / Пер. І. та М. Рильських; Ред. О. Бургардта. (Твори. Повна збірка. Том 3.) – [К.]: Сяйво, 1927. – 400 с.[12] / Державин В. [Рец.] // Червоний шлях. – 1928. – № 1. – С. 171–172.[13][14]
- Джек Лондон. Вовчі сини. Переклала Ольга Косач-Кривинюк. Діти морозу. Переклали Вероніка Гладка та Катерина Корякіна. (Твори. Повна збірка. Том 15.) – [К.]: Сяйво, 1929.[12]
  - Джек Лондон. «Вовчі сини». Переклад з англійської: ? [Ольга Косач-Кривинюк]. — Мюнхен: Лоґос. ?. — 172 стор. (примітка: це передрук радянського видання 1928 року під редакцією б. п. Юрія Клена.) (завантажити з Діаспоріани [Архівовано 23 лютого 2016 у Wayback Machine.]).
  - Джек Лондон. «Діти морозу». Переклад з англійської: ? [Вероніка Гладка та Катерина Корякіна]. — Мюнхен: Лоґос. ?. — 180 стор. (примітка: це передрук радянського видання 1928 року під редакцією б. п. Юрія Клена.) (завантажити з Діаспоріани [Архівовано 23 лютого 2016 у Wayback Machine.]).
- Джек Лондон. Зелений Змій, або Алкогольні спогади. Переклала Марія Лисиченко. (Твори. Повна збірка. Том 17.) – [К.]: Сяйво, 1929.[12]
  - Джек Лондон. Зелений Змій, або Алкогольні спогади (The Green Snake, or Alcoholic Memories); пер. з англ. М. Лисиченко; худож.-оформлювач О. А. Гугалова-Мєшкова. — Харків: Фоліо, 2020. — 188 с. — (Зарубіжні авт. зібрання). ISBN 978-966-03-8994-6і
- Джек Лондон. Твори у 30-ти томах. (незавершене, вийшло лише 25 з 30 томів). За редакцією Освальда Бургардта. Переклад з англійської: Вероніка Гладка, Катерина Корякіна та інші. — Харків — Київ: ДВУ, Київ: Сяйво, 1927—1930, 1932 рр.[12]

### 1957—1993
- Джек Лондон. Мексіканець. Переклад з англійської: ?. — Київ: ?, 1957 р. — 38 стор.
- Джек Лондон. Твори: у 12-ти томах. Переклад з англійської: Вероніка Гладка, Катерина Корякіна та інші. — Київ: Дніпро, 1969—1972 рр.[17]
- Джек Лондон. Любов до життя. Переклад з англійської: ?. — Київ: Дніпро, 1976. — 254 с.
- Джек Лондон. Твори: у 2-х томах. — Київ: Дніпро, 1986. — 557 та 583 стор.

- Том 1: Мартін Іден (переклад Марії Рябової), Залізна п'ята (переклад Володимира Троцини під редакією Юрія Лісняка)
- Том 2: Оповідання (найвідоміші оповідання з різних збірок та цикл оповідань «Смок Беллю»)

- Джек Лондон. Біле Ікло: повість та оповідання: для серед. шк. віку; худож. оформл. І. М. Гаврилюк. — Київ: Веселка, 1986. — 216 с.
- Джек Лондон. Серця трьох. — Київ, Веселка, 1993, пер. з англ. Миколи Іванова, за редакцією Юрія Лісняка.

### XXI століття
- Джек Лондон. Біле Ікло. Поклик предків. Переклад з англійської: Т. І. Ілик. — Донецьк: ТОВ ВКФ «БАО», 2006. — 286 с. — (Бібліотека світового бестселера). — ISBN 966-338-412-3
- Джек Лондон. Звичай білої людини / The white man's way. Переклад з англійської: Д. О. Радієнко; худож.-оформ. Л. Д. Киркач-Осіпова. — Харків : Фоліо, 2009. — 255 с. — ISBN 978-966-03-4020-6. (переклад українською та оригінал англійською; перевидання 2017).
- Джек Лондон. Жага до життя. Поклик пращурів. Біле Ікло. Переклад з англійської: М. Гіптенко, О. Донічева; ілюстр. Ніни Петенько. — Київ: Країна Мрій, 2010. — 352 стор. (Всеволод Нестайко радить прочитати). ISBN 978-966-424-215-5 (перевидання 2011, 2016)
- Джек Лондон. Син Вовка. Переклад з англійської: Ольга Косач-Кривинюк та Ігор Андрущенко. — Київ : Знання, 2014. — 198 с. — (English Library) — ISBN 978-617-07-0203-6.
- Джек Лондон. Серця трьох; пер. з англ. Миколи Іванова. — К. : Знання, 2015. — 342 с. — (Скарби: молодіжна серія). ISBN 978-617-07-0316-3
- Джек Лондон. Біле Ікло; пер. з англ. Вероніки Гладкої та Катерини Корякіної. — К. : Знання, 2015. — 238 с. — (English Library).
- Джек Лондон. Любов до життя. пер. з англ. Н. Дубровська, Г. Яр К. : Знання, 2016. — 174 с. — (English Library). ISBN 978-617-07-0378-1
- Джек Лондон. Смок Беллю; Смок і Малюк. пер. з англ. Марія Лисиченко: Знання, 2017. — 303 с. — (Скарби: молодіжна серія). ISBN 978-617-07-0440-5
- Джек Лондон. Безумство Джона Харнеда [Архівовано 28 травня 2017 у Wayback Machine.]. (Електронний ресурс) / Пер. з англ. // Ізборник. — К., 2011. — Режим доступу: http://izbornyk.org.ua/london/harned.htm [Архівовано 28 травня 2017 у Wayback Machine.].
- Джек Лондон. Біле Ікло. Поклик предків. Жага до життя. Переклад з англійської: І. Л. Базилянська. Харків: Школа, 2015. 656 стор. («Бібліотека пригод»). ISBN 978-966-429-014-9
- Джек Лондон. Північна одіссея: новели; Переклад з англійської: ?; передмова та примітки: Н. Білик. Харків: Бібколектор, 2013. 413 стор. — ISBN 978-617-7013-12-8
- Джек Лондон. Північні оповідання: для серед. шк. віку / Джек Лондон ; упоряд. та передм. І. Андрусяка ; іл. В. Бариби. — Вид. 2-ге, без змін. — Київ: Національний Книжковий Проект, 2012. — 208 с. : іл. — (Бібліотека шкільної класики). — ISBN 978-617-592-192-0
- Джек Лондон. Біле Ікло; Пригоди Смока і Малюка; пер. І. Л. Базилянська. Харків: Школа, 2010. — 528 с. (Бібліотека пригод). — ISBN 978-966-429-014-9
- Джек Лондон. Мартін Іден: роман / Джек Лондон ; пер. з англ. М. І. Рябова ; передм. та прим. Н. Білик ; худож.-іл. В. Звольський. Харків: Фоліо, 2004. — 383 с. : іл. — (Бібліотека світової літератури). — ISBN 966-03-2228-3
- Джек Лондон. Мартін Іден: роман / Джек Лондон; пер. з англ. Дмитра Лисиченка — К: Знання, 2017. — 350 с. Серія «Класна література» — ISBN 978-617-076-7-044
- Джек Лондон. Поклик предків: повісті ; Біле Ікло / Джек Лондон ; автор вступн. ст. та комент. Є. В. Бондаренко. Харків: Ранок-НТ, 2003. 368 с. — ISBN 966-8082-30-3

## Вшанування пам'яті
У містах Кривий Ріг та Рівне є вулиця Джека Лондона.
У місті Хемніц також є вулиця Джека Лондона.